# サーミスタ

旧JIS電気用図記号

サーミスタ（英: thermistor）とは、温度変化に対して電気抵抗の変化の大きい抵抗体のことである。この現象を利用し、温度を測定するセンサとしても利用される。センサとしてはふつう-50℃から150℃程度までの測定に用いられる。サーミスタという名称は英語の thermal(温度) と resistor(抵抗器) とのかばん語である。

## サーミスタの種類
特性によって次の3つに分類される。
- NTC（英: negative temperature coefficient）
- PTC（英: positive temperature coefficient）
- CTR（英: critical temperature resistor）

### NTCサーミスタ
NTCサーミスタは温度の上昇に対してゆるやかに抵抗が減少するサーミスタである。温度と抵抗値の関係が簡単な近似式で表されるため、最も使われている。
温度検出用センサとしての利用の他、電源回路の突入電流減少用としても使われる。
ニッケル、マンガン、コバルト、鉄などの酸化物を混合して焼結したものである。

### PTCサーミスタ

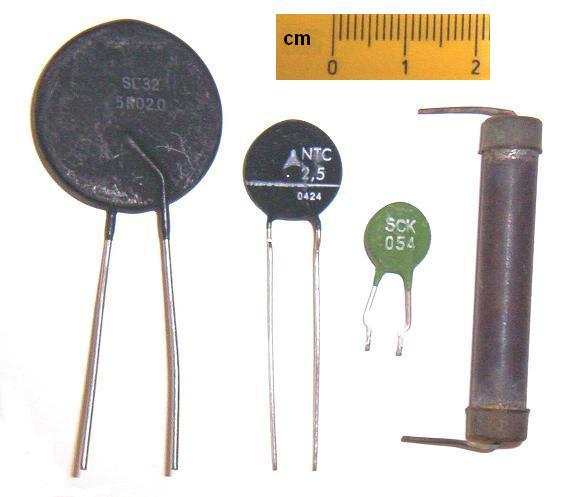
PTCサーミスタ(又はポジスタ)(ヒューズを置き換える回路保護素子)

PTCサーミスタはある温度をこえると温度の上昇に対して急激に抵抗が増大するサーミスタである。
温度センサのほか、電流を流すと自己発熱によって抵抗が増大し、電流が流れにくくなる性質を利用して電流制限素子として用いられる。また、ヒューズを置き換える回路保護素子として利用される。
自己温度制御機能を持つため、ヒーターに利用するとサーモスタットや特別な制御回路なしで加熱を防ぐことができ、温度上昇に伴って発熱量が減るため節電にもつながる。日射や遮蔽物などによってヒーターの一部分が高温になった場合も、その部分だけ発熱を抑えることができる。

#### セラミックPTC
チタン酸バリウムに添加物を加えたセラミックスを用いたもの。チタン酸バリウムのキュリー温度付近で急激に電気抵抗が増大する性質を利用している。
電流を流し続けると自己発熱によって電流が流れにくくなり、一定の温度を保つようになるため半田ごて等のヒーターとしても用いられる。

#### ポリマーPTC
低融点のポリマー中にカーボンブラック、ニッケル等の導電性粒子を分散させたもの。ポリマーが溶融することによって導電性粉末の接触が絶たれ電気抵抗が増大する。ポリエチレンなどの結晶性ポリマーにカーボンブラックなどの導電性粒子を均一に分散させることで良好なPTC特性を得ることができる。ポリスイッチとして電気製品の保護回路やリチウムイオン二次電池等の保護素子として使用される。また、電気カーペット等で過熱を防ぎ、温度を一定に維持する目的でも使用される。

### CTRサーミスタ
CTRサーミスタは、PTCサーミスタとは逆に、ある温度をこえると急激に抵抗が減少するサーミスタである。
バナジウムの酸化物に添加物を加えて焼結したものである。

## 電気伝導メカニズム
サーミスタの電気伝導メカニズムとして、バンド理論やホッピング伝導がある。

## NTCサーミスタの特性
温度T0[K]の時のサーミスタ抵抗をR0とすると、温度T[K]の時のサーミスタ抵抗Rは次式で表せる。
{\displaystyle R=R_{0}\exp\{B({\frac {1}{T}}-{\frac {1}{T_{0}}})\}}
Bはサーミスタの B定数と呼ばれ、サーミスタ毎にそれぞれ異なる。

## スタインハート・ハート式
上式より近似を高めたNTCサーミスタの温度抵抗特性の近似式としてスタインハート・ハート式がある。
{\displaystyle {\frac {1}{T}}=a+b\,\ln(R)+c\,\ln ^{3}(R)}
a, b, cは「Steinhart-Hartパラメータ」と呼ばれ、サーミスタごとに指定されている。Tは絶対温度。Rはオームで表された抵抗値。
上式を以下の式に書き換えることができる、
{\displaystyle R=e^{{\left(\beta -{\alpha  \over 2}\right)}^{1 \over 3}-{\left(\beta +{\alpha  \over 2}\right)}^{1 \over 3}}}

{\displaystyle \alpha ={{a-{1 \over T}} \over c}} and {\displaystyle \beta ={\sqrt {{{\left({b \over {3c}}\right)}^{3}}+{{\alpha ^{2}} \over 4}}}}
スタインハート・ハート式の例として、室温(25°C=298.15 K)における3000Ωの抵抗を備えたサーミスターに対する典型的な値は次のとおりとなる。
{\displaystyle a=1.40\times 10^{-3}}

{\displaystyle b=2.37\times 10^{-4}}

{\displaystyle c=9.90\times 10^{-8}}

### 製造メーカー
- サーミスタ （温度センサ）
- 株式会社芝浦電子 サーミスタ素子
- 株式会社立山科学センサーテクノロジー NTCサーミスタ 家電 車載温度センサ
- 株式会社立山科学デバイステクノロジー 抵抗器 チップサーミスタ
- 株式会社大泉製作所 サーミスタエレメント
- SEMITEC株式会社 温度センサ
- 三菱マテリアル株式会社 電子材料事業カンパニー 電子材料事業部 NTCサーミスタ素子